# ويليام لامبرت (سياسي)
ويليام لامبرت (بالإنجليزية: William Lambert)‏ هو سياسي أسترالي، ولد في 24 مارس 1881 بأورانج في أستراليا، وتوفي في 6 سبتمبر 1928 في أستراليا. حزبياً، نشط في حزب العمال الأسترالي. في 1921 West Sydney by-election ‏، انتخب عضو مجلس النواب الأسترالي عن دائرة Division of West Sydney ‏ (3 سبتمبر 1921 – 6 سبتمبر 1928).